# Прокрустове ложе

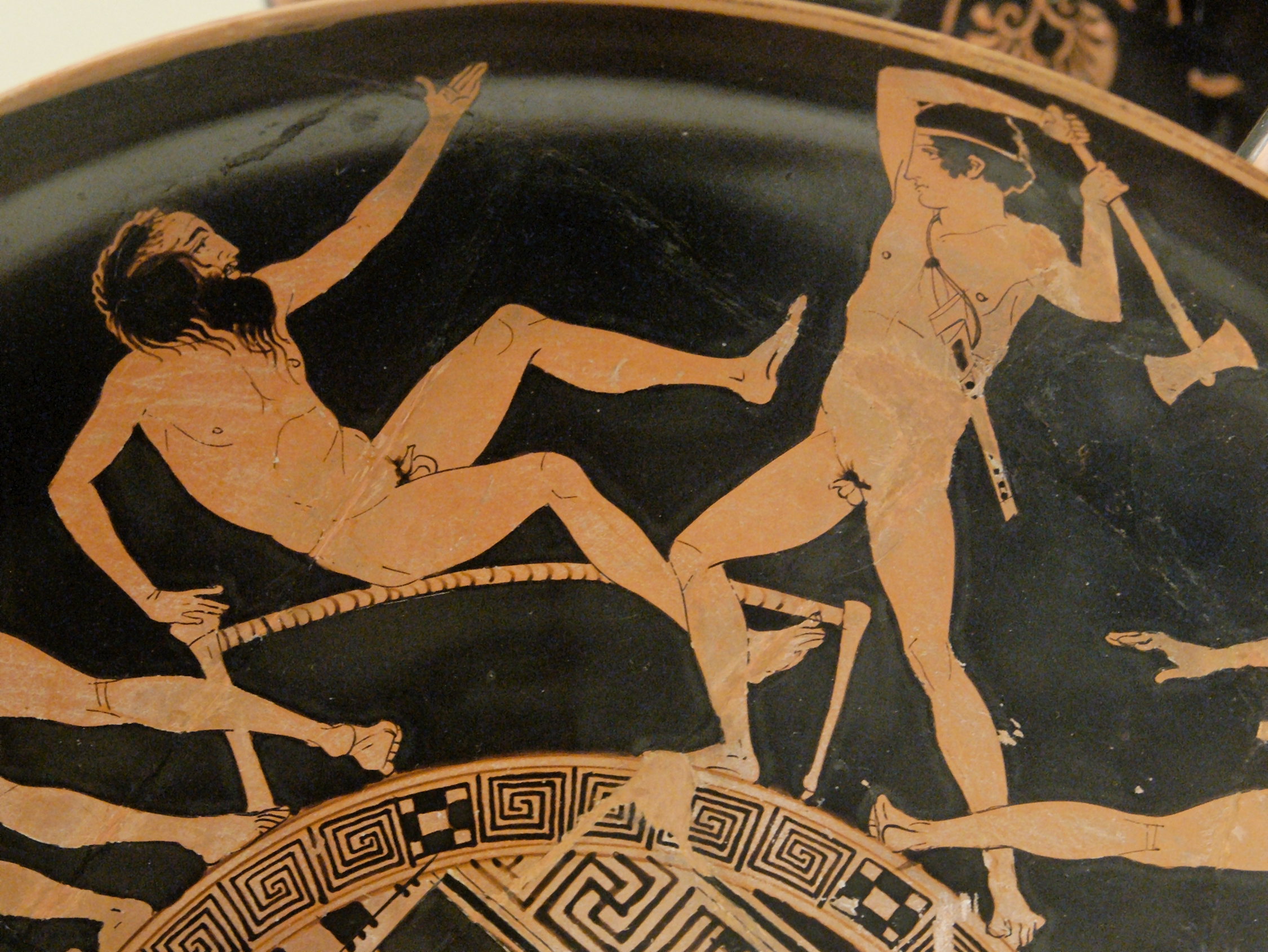
Прокрустове ложе

Прокрустове ложе (грец. he kline tu Prokrustu) — у давньогрецькій міфології — ліжко розбійника Прокруста, на яке той укладав своїх жертв. Найчастіше це були мандрівники. Тим, кому ліжко було задовге, Прокруст витягував ноги, кому закоротке — обрізав.
У переносному вживанні вислів означає мірку, формальний шаблон, під який штучно підганяють реальне життя: факти та явища, творчість, ідеї тощо. Наприклад, кинути неоднозначні процеси 1930-х років у прокрустове ложе офіційної історії.
Приклади з літератури:
|                            | Дарма що тіло як у прокрустовім ложі, але на душі — простір, воля і дивна якась безклопотність. |
| — О. Олесь, Людина і зброя |                                                                                                 |

|                           | Ти, правдолюбне юродивий, Вже попадавсь у западню; І на Прокрустовому ложі, Забувши заповіді божі, Тебе самого клав брехун… |
| — П. Куліш, Куліш у пеклі | |